# Auximella subdifficilis
Auximella subdifficilis är en spindelart som först beskrevs av Cândido Firmino de Mello-Leitão 1920.  
Auximella subdifficilis ingår i släktet Auximella och familjen mörkerspindlar. Inga underarter finns listade.